# 七十六鎮區 (愛荷華州華盛頓縣)
七十六鎮區（英語：Seventy-Six Township）是位於美國愛荷華州華盛頓縣的一個行政鎮區。

## 地方資料
根據2010年美國人口普查的數據，七十六鎮區的面積為94.64平方千米，當中陸地面積為94.61平方千米，而水域面積為0.03平方千米。當地共有人口275人，而人口密度為每平方千米2.91人。